# Frans Van Brussel
Frans Van Brussel (Stekene, 14 juli 1846 – Lokeren, 17 juli 1923) was een Belgisch volksvertegenwoordiger voor de Katholieke Partij.

## Levensloop
Van Brussel, die tot zijn tien jaar naar school ging, was landbouwer en was in zijn geboortedorp Stekene medestichter van de boerengilde Sint-Antonius.
In 1898 wilde hij voor de wetgevende verkiezingen kandidaat zijn voor de Katholieke Partij, maar Van Brussel werd geweigerd. Hij kwam dan op met een eigen lijst, die publiekelijk gesteund werd door de daensisten, en hij beloofde zijn kiezers om de belangen van de landbouwers en de arbeiders te verdedigen. Na een geanimeerde campagne werd hij op 22 mei 1898 met ruim 26.000 voorkeurstemmen verkozen tot volksvertegenwoordiger voor het arrondissement Sint-Niklaas. Als gevolg van dit succes werd hij direct opgenomen binnen de katholieke partij en hij bleef Kamerlid tot in 1921.
Als Kamerlid intervenieerde Van Brussel vooral in verband met agrarische kwesties, streekproblemen en soms ook taalgebruik, wat hij deed in een sterk dialectisch gekleurd Nederlands. Omdat hij geen Frans sprak, werd hij spottend Boerke Van Brussel genoemd. Ook verdedigde hij in het parlement de belangen van de arme boeren en blokmakers in het Waasland. Hij verwierf vooral bekendheid door zijn pleidooien voor het gebruik van het Nederlands in het parlement. Zijn stemgedrag was nadrukkelijk Vlaamsgezind en ging enkele keren in tegen de voorgeschreven partijlijn.
In 1921 kwam hij opnieuw in conflict met de katholieke partij en stelde zich weer op een onafhankelijke lijst aan de kiezers voor. Hij haalde meer dan 7.000 voorkeurstemmen, maar Van Brussel kon zijn stunt van 1898 niet herhalen en verdween uit het parlement.